# Dicranota (Eudicranota) perdistincta
Dicranota (Eudicranota) perdistincta is een tweevleugelige uit de familie Pediciidae. De soort komt voor in het Palearctisch gebied.